# Antrostomus vociferus
El chotacabras cuerporruín, chotacabra cuerprihuiu, guabairo chico, atajacaminos mexicano, tapacamino cuerporruín, chotacabras cuerporruín norteño, tapacaminos cuerporruín norteño, tapacamino cuerporruín-norteño, tapacaminos común, chotacabras norteño, chotacabras gritón o  pucuyo gritón  (Antrostomus vociferus) es una especie de ave Caprimulgiformes de la familia Caprimulgidae que vive en América del Norte y Central. El chotacabras se suele oír, pero es difícil de observar.

## Descripción
Mide entre 22-27 cm de largo. Esta ave se confunde en ocasiones con Caprimulgus carolinensis que tiene una llamada similar pero de menor tono y más lenta.
Los adultos tienen un plumaje moteado. Las partes superiores son de color gris, negro y marrón, las inferiores son de color gris y negro. Tienen un pico muy corto rodeado de cerdas y un cuello negro. Los machos tienen una mancha blanca debajo de la garganta y puntas blancas en las plumas exteriores de la cola. En las hembras, estas son de color marrón claro.

## Ecología
Se trata de un ave nocturna que durante el día descansa en ramas o sobre hojas secas caídas donde pasa inadvertido gracias a su coloración protectora. Habita en bosques mixtos o de hoja caduca en el sureste de Canadá, este y suroeste de Estados Unidos y América Central. Las aves del norte migran al sureste de Estados Unidos y al sur de América Central. Las presentes en América Central son en gran medida residentes.
Estas aves se alimentan en la noche, capturando insectos en vuelo (mariposas nocturnas, escarabajos y otros insectos), y que normalmente duermen durante el día. Anidan en el suelo, en lugares ocultos entre las hojas muertas, y por lo general ponen dos huevos a la vez. El ave permanecerá en el nido hasta casi ser pisado.
Esta ave está desapareciendo a escala local. Larry Penny ha registrado una disminución de 97% desde 1983 en el Estado de Nueva York. Se han propuesto varias razones para la disminución, como la destrucción del hábitat, la depredación por gatos y perros cimarrones, y el envenenamiento por insecticidas, pero las causas reales siguen siendo difíciles de encontrar. No obstante, la especie en su conjunto no se considera amenazadas a nivel mundial debido a su amplia distribución.